# Spökhuset (film)
Spökhuset (engelska: The Haunted Mansion) är en amerikansk skräckkomedifilm från 2003 i regi av Rob Minkoff och baserad på Disneylands attraktion Haunted Mansion. I huvudrollerna ses Eddie Murphy, Terence Stamp, Nathaniel Parker och Marsha Thomason.

## Handlingen
En helg åker fastighetsmäklaren Jim Evers (Eddie Murphy) med sin familj för att titta på Gracey Manor, ett gammalt förfallet hus, som Jim hoppas få sälja. Väl framme tvingar ett oväder familjen Evers att övernatta tillsammans med husets excentriske ägare Master Edward Gracey (Nathaniel Parker) och hans spöklika gamla butler Ramsley (Terence Stamp). Huset visar sig vimla av spöken och vålnader - dessutom visar Gracey ett skrämmande stort intresse för Jims fru Sara (Marsha Thomason). Gracey tror nämligen att Sara är hans gamla älskarinna som tog livet av sig för 122 år sedan. För att rädda fru och barn undan alla husets fasor, måste Jim hitta ett sätt att häva en gammal förbannelse...

## Rollista
| Eddie Murphy        | – Jim Evers            |
| Terence Stamp       | – Ramsley              |
| Nathaniel Parker    | – Master Edward Gracey |
| Marsha Thomason     | – Sara Evers           |
| Jennifer Tilly      | – Madame Leota         |
| Wallace Shawn       | – Ezra                 |
| Dina Waters         | – Emma                 |
| Marc John Jefferies | – Michael Evers        |
| Aree Davis          | – Megan Evers          |